# Duane Atuelevao
Duane Atuelevao (4 gennaio 1979) è un calciatore samoano americano, attaccante dell'Utulei Youth.